# Jakaranda

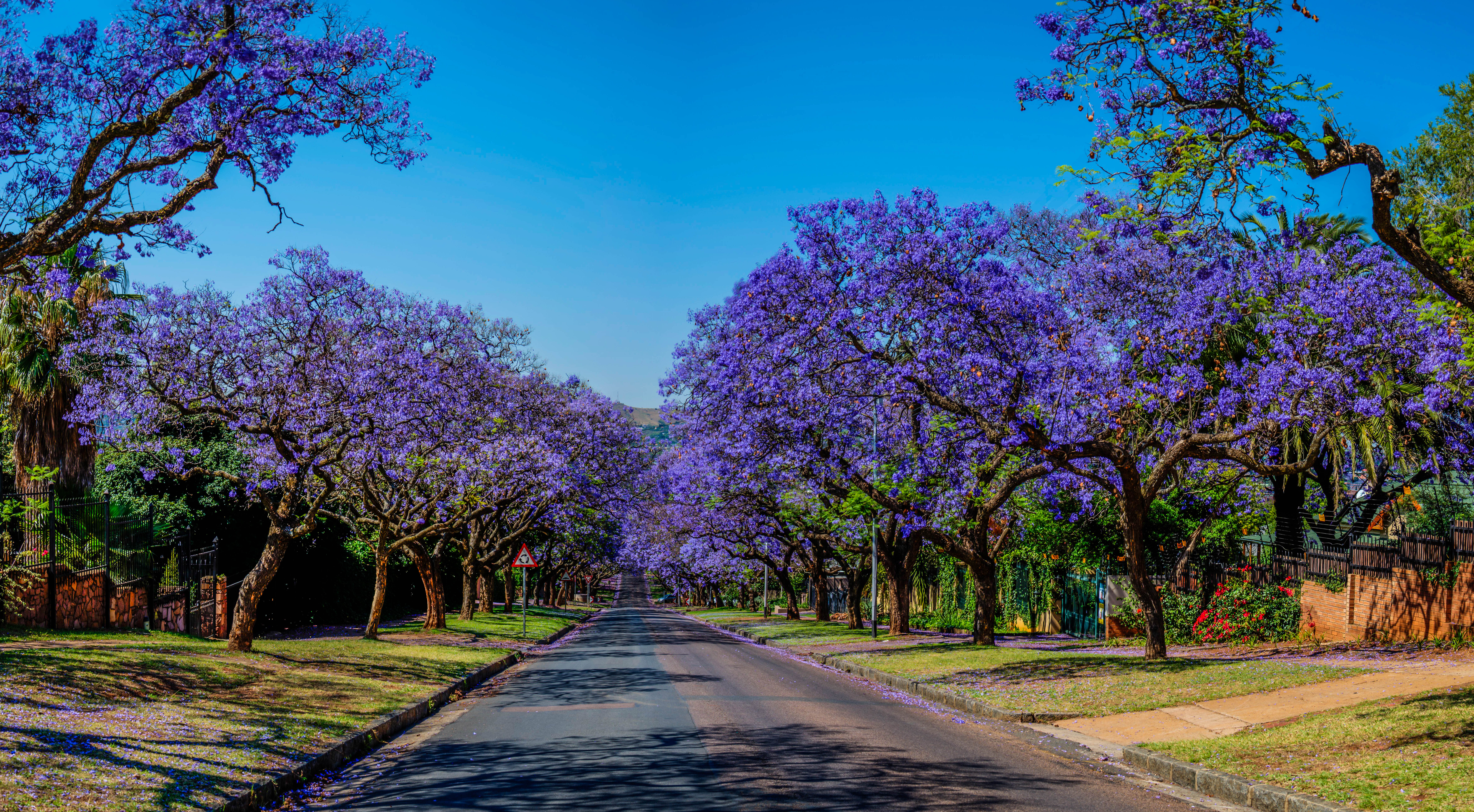
Aleja z jakarandą mimozolistną w Pretorii

Jakaranda (Jacaranda) – rodzaj drzew z rodziny bignoniowatych. Obejmuje co najmniej 48 gatunków. Rośliny te występują w Ameryce Południowej i Środkowej, ale niektóre gatunki rozprzestrzenione zostały jako rośliny ozdobne. W szczególności dotyczy to jakarandy mimozolistnej uznawanej za jedno z najpiękniejszych drzew strefy tropikalnej i subtropikalnej. Roślina ma dekoracyjne, drobno podzielone liście, ale najbardziej efektowna jest w czasie kwitnienia z powodu masowego rozwoju dużych, fioletowych kwiatostanów. Duże znaczenie gospodarcze ma także Jacaranda copaia dostarczająca wysokiej jakości drewna.

## Morfologia
PokrójDrzewa zrzucające liście.
LiścieDwukrotnie pierzasto podzielone, z bardzo licznymi, drobnymi listkami.
KwiatyOkazałe, zebrane w szczytowe oraz wyrastające z kątów liści wiechy. Kielich 5-ząbkowy. Korona kwiatu zrosłopłatkowa, dwuwargowa, z 5 nierównych płatków. Pręciki 4, poza tym obecny jest prątniczek.
OwoceSpłaszczone, okrągło-owalne torebki otwierające się dwiema klapami i zawierające oskrzydlone nasiona.

## Systematyka
Rodzaj należy do plemienia Jacarandeae w rodzinie bignoniowatych Bignoniaceae.
Wykaz gatunków
| - Jacaranda acutifolia Bonpl. - Jacaranda arborea Urb. - Jacaranda bracteata Bureau & K.Schum. - Jacaranda brasiliana (Lam.) Pers. - Jacaranda bullata A.H.Gentry - Jacaranda caerulea (L.) J.St.-Hil. - Jacaranda campinae A.H.Gentry & Morawetz - Jacaranda carajasensis A.H.Gentry - Jacaranda caroba (Vell.) DC. - Jacaranda caucana Pittier - Jacaranda copaia (Aubl.) D.Don1 - Jacaranda cowellii Britton & P.Wilson - Jacaranda crassifolia Morawetz - Jacaranda cuspidifolia Mart. - Jacaranda decurrens Cham. - Jacaranda duckei Vattimo - Jacaranda egleri Sandwith - Jacaranda ekmanii Alain - Jacaranda glabra (DC.) Bureau & K.Schum. - Jacaranda grandifoliolata A.H.Gentry - Jacaranda hesperia Dugand - Jacaranda intricata A.H.Gentry & Morawetz - Jacaranda irwinii A.H.Gentry - Jacaranda jasminoides (Thunb.) Sandwith | - Jacaranda macrantha Cham. - Jacaranda macrocarpa Bureau & K.Schum. - Jacaranda micrantha Cham. - Jacaranda microcalyx A.H.Gentry - Jacaranda mimosifolia D.Don – jakaranda mimozolistna - Jacaranda montana Morawetz - Jacaranda mutabilis Hassl. - Jacaranda obovata Cham. - Jacaranda obtusifolia Bonpl. - Jacaranda orinocensis Sandwith - Jacaranda paucifoliata Mart. ex DC. - Jacaranda paucifoliolata Mart. ex A. DC. - Jacaranda poitaei Urb. - Jacaranda praetermissa Sandwith - Jacaranda puberula Cham. - Jacaranda pulcherrima Morawetz - Jacaranda racemosa Cham. - Jacaranda rufa Silva Manso - Jacaranda rugosa A.H.Gentry - Jacaranda selleana Urb. - Jacaranda simplicifolia K.Schum. ex Bureau & K.Schum. - Jacaranda sparrei A.H.Gentry - Jacaranda subalpina Morawetz - Jacaranda ulei Bureau & K.Schum. |